# Prinsesse Marie til Hest
|  | Denne artikel er oprettet af botten PalnaBot ud fra en ekstern database. Den kan derfor have sproglige fejl eller mangler. Denne skabelon kan fjernes efter kontrol af indholdet. |

Prinsesse Marie til Hest er en film instrueret af Peter Elfelt.

## Handling
Prinsesse Marie (1865-1909), født prinsesse af Orléans, oldebarn af den franske kong Ludvig-Filip (1773-1850), som var konge af Frankrig 1830-1848. Hun var gift med prins Valdemar (1858-1939), søn af Christian 9. Prinsessen bidrog til at åbne kongehuset for personer uden for den ellers ret lukkede og konservative kreds omkring kong Christian IX. Marie var i samtiden kendt som en udmærket rytterske.